# صنایع تیپس
صنایع تیپس (انگلیسی: Tips Industries) شرکت سرگرمی هندی است، که در سال ۱۹۷۵ تأسیس شد.